# 1964-es Formula–1 német nagydíj
Az 1964-es Formula–1-es világbajnokság hatodik futama a német nagydíj volt.

## Futam
Az 1964-es német nagydíjon indult először a Honda a sportágban Ronnie Bucknummal, de egyelőre nem arattak nagy sikert, mivel egy perccel elmaradtak a pole pozíciós John Surteestől. Mellette még Clark, Gurney és Bandini indult az első sorból. A szombati edzést a holland Carel Godin de Beaufort balesete árnyékolta be, aki Porschéjével a Bergwerknél egy fának ütközött. A versenyző még aznap belehalt sérüléseibe.
Bandini vette a legjobb rajtot, így átvette a vezetést, de ezután visszacsúszott és Clark állt az élre. Surtees hamar megelőzte Gurneyt, majd Clarkot is (aki később motorhiba miatt kiesett), így övé lett a vezetés Gurney, Hill és Brabham előtt. Gurney visszaesett, amikor motorja túlmelegedett, míg Brabhamnek az áttétellel akadt problémája. Surtees a Ferrari első győzelmét szerezte az évadban. Hill egy perc hátránnyal ért célba a második helyen, Bandini harmadik lett.

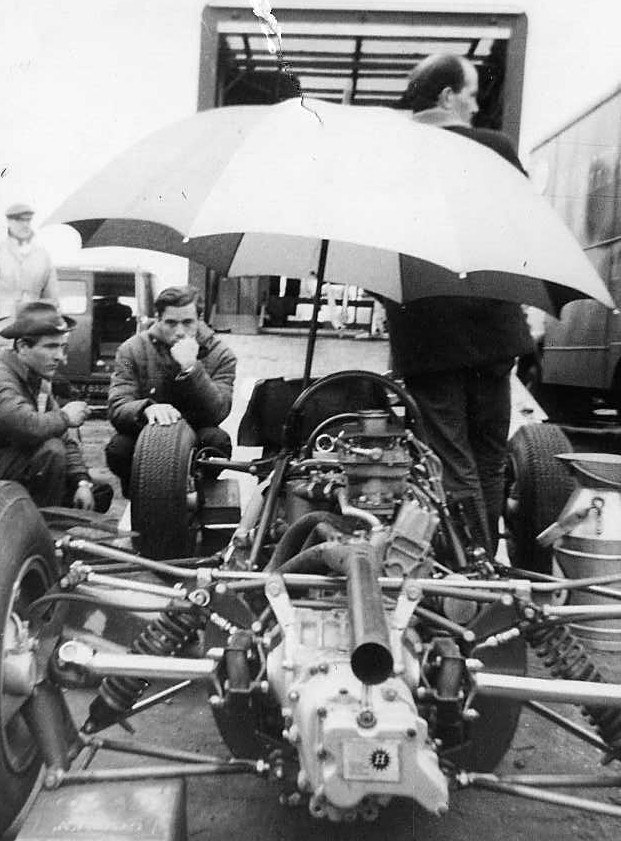
Clark a német nagydíjon

| Helyezés | #  | Versenyző           | Csapat/Motor    | Futott körök | Idő/Kiesés oka  | Rajthely | Pontszám |
| -------- | -- | ------------------- | --------------- | ------------ | --------------- | -------- | -------- |
| 1        | 7  | John Surtees        | Ferrari         | 15           | 2:12'04,8       | 1        | 9        |
| 2        | 3  | Graham Hill         | BRM             | 15           | + 1'15,6        | 5        | 6        |
| 3        | 8  | Lorenzo Bandini     | Ferrari         | 15           | + 4'52,8        | 4        | 4        |
| 4        | 19 | Jo Siffert          | Brabham-BRM     | 15           | + 5'23,1        | 10       | 3        |
| 5        | 22 | Maurice Trintignant | BRM             | 14           | Energiarendszer | 14       | 2        |
| 6        | 26 | Tony Maggs          | BRM             | 14           | + 1 kör         | 16       | 1        |
| 7        | 4  | Richie Ginther      | BRM             | 14           | + 1 kör         | 11       |          |
| 8        | 2  | Mike Spence         | Lotus-Climax    | 14           | + 1 kör         | 17       |          |
| 9        | 23 | Gerhard Mitter      | Lotus-Climax    | 14           | + 1 kör         | 19       |          |
| 10       | 5  | Dan Gurney          | Brabham-Climax  | 14           | + 1 kör         | 3        |          |
| 11       | 14 | Chris Amon          | Lotus-BRM       | 12           | Felfüggesztés   | 9        |          |
| 12       | 6  | Jack Brabham        | Brabham-Climax  | 11           | Differenciálmű  | 6        |          |
| 13       | 20 | Ronnie Bucknum      | Honda           | 11           | Baleset         | 22       |          |
| 14       | 27 | Peter Revson        | Lotus-BRM       | 10           | Baleset         | 18       |          |
| Kiesett  | 1  | Jim Clark           | Lotus-Climax    | 7            | Motorhiba       | 2        |          |
| Kiesett  | 9  | Bruce McLaren       | Cooper-Climax   | 4            | Motorhiba       | 7        |          |
| Kiesett  | 16 | Bob Anderson        | Brabham-Climax  | 4            | Felfüggesztés   | 15       |          |
| Kiesett  | 12 | Edgar Barth         | Cooper-Climax   | 3            | Kuplung         | 20       |          |
| Kiesett  | 18 | Giancarlo Baghetti  | BRM             | 2            | Gázadagoló      | 21       |          |
| Kiesett  | 10 | Phil Hill           | Cooper-Climax   | 1            | Motorhiba       | 8        |          |
| Kiesett  | 11 | Jo Bonnier          | Brabham-BRM     | 0            | Elektronika     | 12       |          |
| Kiesett  | 15 | Mike Hailwood       | Lotus-BRM       | 0            | Motorhiba       | 13       |          |
| NK       | 28 | André Pilette       | Scirocco-Climax |              | Nem kvalifikált |          |          |

## Statisztikák
Vezető helyen:
- Jim Clark: 1 (1)
- John Surtees: 13 (2-3 / 5-15)
- Dan Gurney: 1 (4)

John Surtees 2. győzelme, 4. pole-pozíciója, 5. leggyorsabb köre, 1. mesterhármasa (pp, lk, gy)
- Ferrari 37. győzelme.

Ronnie Bucknum első, André Pilette utolsó versenye.